# Le Christ au roseau
Le Christ au roseau est un tableau réalisé par le peintre flamand Antoine van Dyck en 1628-1630. Cette huile sur toile de format vertical est une peinture chrétienne qui représente Jésus-Christ tourné en dérision pendant sa Passion. Elle le figure torse nu, les mains liées et coiffé d'une couronne d'épines, à l'instant où un homme noir lui tend un roseau qu'il l'engage à prendre pour sceptre. Achetée en 1975, l'œuvre est conservée au musée d'Art de l'université de Princeton, à Princeton, dans le New Jersey, aux États-Unis.